# متمم (اسم)
متمم هو اسم علم مذكر من أصل عربي، ومعناه هو المتمم المكمل الذي يجعل كل شيء كاملًا، ومطعم المساكين.

## شخصيات تحمل الاسم
- متمم بن نويرة

## وصلات خارجية
- موسوعة السلطان قابوس لأسماء العرب